# Посао у Италији (филм из 2003)
Посао у Италији (енгл. The Italian Job) је акциони филм из 2003. године који је режирао Ф. Гари Греј. Главне улоге: Марк Волберг, Едвард Нортон и Шарлиз Трон. Италијански посао је римејк истоименог филма из 1969. са Мајклом Кејном у главној улози.

## Радња
Догађаји у филму почињу у Венецији телефонским разговором „вође“ Џона Бриџера и његове ћерке Стеле. Каже јој да му је ово „последња ствар“. Џон се састаје са „планером“ Чарлијем да разговара о предстојећој пљачки. Џон и Чарли су добри пријатељи и веома се поштују.
Чарли планира и изводи добро смишљену и брзу пљачку која укључује проневеру велике пошиљке златних полуга. Стив је „човек изнутра“, Лепи Роб је професионални „возач“, Лефт Еар је стручњак за експлозиве, а Лајл (који касније тврди да је добио надимак „Непстер“) је стручњак за технологију (углавном компјутер). Сам Џон је професионални креатор сефова. Пљачка је бриљантно изведена, али се испоставља да је Стив издајник и преузима целу странку, убијајући Бриџера у том процесу. Док ауто са остатком банде тоне, Стив претпоставља да су мртви и одлази. Али сви, осим Џона, остају живи и спремају се за освету.
Филм се наставља у Сједињеним Државама, где Стела, која је усвојила вештине свог оца, користи своје искуство у легитимне сврхе, помажући полицији да разбије сефове који су им потребни. Чарли регрутује Стелу у тим и они планирају пљачку против Стива како би му узвратили. Догађаји се настављају у Лос Анђелесу, где Стив живи.
Првобитни план пљачке поквари се када Стивове комшије приређују забаву. Касније, Стив упознаје Стелу и препознаје је као Бриџерову ћерку. Стив схвата да ће покушати да га опљачкају и одлучује да извади инготе. Непстер одређује који од три камиона садржи злато.
Ажурирани план је заснован на тимском хаковању мреже за контролу транспорта. Банда организује за себе „зелени талас“ и одлаже камион за прикупљање злата где им одговара. На одређеном месту у граду камион стаје и након усмерене експлозије пада у подземни комуникациони систем, где га већ чекају разбојници. Злато је утоварено у три специјално опремљена мини купера и лопови беже кроз градску подземну железницу и канализацију. На крају, Стив већ престиже оне који су му украли злато, али га чекају представници украјинске мафије, који ће да се обрачунају са њим - Стив је убио брата вође, који је открио да су полуге које је куповао покрадене из Венеције. Тим слави успех случаја од 27 милиона долара и комеморира Стелиног оца.
Следи крај о томе ко је и како располагао својим уделом: Лајл се нашао на насловној страни часописа, Лефт Еар је купио кућу са посебном просторијом за ципеле, Роб купује прелеп ауто, Чарли остаје са Стелом.

## Улоге
| Глумац            | Улога             |
| ----------------- | ----------------- |
| Марк Волберг      | Чарли Крокер      |
| Едвард Нортон     | Стив Фразели      |
| Шарлиз Трон       | Стела Бриџер      |
| Доналд Садерланд  | Џон Бриџер        |
| Џејсон Стејтам    | Згодни Роб        |
| Сет Грин          | Лајл              |
| Мос Деф           | Лево Уво          |
| Фаусто Калегарини | италијански чувар |
| Стефано Петронели | Сметлар/пљачкаш   |
| Фабио Скарпа      | Сметлар/пљачкаш   |
| Кристијано Бонора | Сметлар/Пљачкаш   |
| Тиберио Греко     | Сметлар/Пљачкаш   |
| Џими Шуберт       | први детектив     |
| Тами Кубилет      | други детектив    |
| Мери Портсер      | рецепционерка     |
| Борис Крутоног    | Јевген            |
| Олек Крупа        | Машков            |
| Гаути             | Мршави Пит        |

## Зарада
- Зарада у САД - 106.128.601 $
- Зарада у иностранству - 69.681.873 $
- Зарада у свету - 175.810.474 $